# 普萊紹尤鄉
44°28′N 24°16′E / 44.467°N 24.267°E
普萊紹尤鄉（英語：Pleșoiu）是羅馬尼亞的鄉份，位於該國南部，由奧爾特縣負責管轄，面積51平方公里，海拔高度134米，2007年人口3,378，人口密度每平方公里67人。